# Thuyết X
Thuyết X là một lý thuyết về quản trị nhân sự (OB) hiện đại, bên cạnh Thuyết Y và Thuyết Z. Thuyết này được khởi xướng bởi Douglas McGregor (Trường Quản trị Sloan của MIT) vào thập niên 1960.

## Nội dung thuyết
Là lý thuyết máy móc và thiên hướng tiêu cực về con người và hành vi con người.
Cho rằng con người bản chất không thích làm việc và luôn trốn tránh khi có thể.
Cần phải thưởng nếu muốn họ làm việc và trừng phạt khi họ không làm việc.
Con người thích bị kiểm soát, nếu bị kiểm soát mới làm việc tốt.
Các nhà quản lý theo Thuyết X hay có cách hành xử tiêu cực và cực đoan. Khi xảy ra một vấn đề nào đó, việc đầu tiên họ sẽ làm là quy trách nhiệm hoặc đổ lỗi cho ai đó. Họ cho rằng người lao động chỉ làm việc vì bản thân và chỉ bị tác động bởi tiền. Trong mọi tình huống, người lao động sẽ bị quy trách nhiệm và các nguyên nhân thuộc về khách quan như lỗi hệ thống, chính sách, do thiếu đào tạo... đều bị bỏ qua hay xử lý không đúng mức cần thiết.
Nhà quản lý theo Thuyết X không tin tưởng bất kỳ ai. Họ chỉ tin vào các hệ thống giám sát chặt chẽ và có tính máy móc, tin vào sức mạnh của kỷ luật.

## Ứng dụng
Vẫn đúng trong nhiều trường hợp.
Đặc biệt ứng dụng vào các ngành sản xuất, dịch vụ.
Tuy nhiên, trên thực tế dường như không có kết quả đúng 100% về Thuyết X, song thuyết này luôn là một thuyết kinh điển, không thể bỏ qua để đào tạo, huấn luyện về quản trị nhân sự trong tất cả các trường lớp.
Thuyết cũng giúp nhiều nhà quản lý nhìn nhận lại bản thân để chỉnh sửa hành vi cho phù hợp.